# 橋本氏
橋本氏（はしもとし）は、日本の氏族。著名な氏族・家に以下のようなものが挙げられる。
1. 藤原北家閑院流西園寺家庶流の公家羽林家・華族伯爵家（→別項の橋本家を参照）
2. 清和源氏足利氏庶流桃井氏庶流の氏族（→桃井氏庶流の橋本氏 ）。
  - 同氏の嫡流は幕末に橋本左内、明治に橋本綱常を出し、華族の子爵家に列する（→別項の橋本家 (子爵家)を参照）。
3. 宇多源氏佐々木氏庶流の氏族（→佐々木氏庶流の橋本氏）。
4. 桓武平氏千葉氏庶流相馬氏庶流の氏族（→相馬氏庶流の橋本氏）。
5. 坂上田村麻呂の子孫と称する田村氏庶流の氏族（→田村氏庶流の橋本氏）。
6. 楠木氏庶流の氏族（→楠木氏庶流の橋本氏）。
7. 宇喜多氏庶流の氏族（→宇喜多氏庶流の橋本氏）。
8. 日下部氏庶流の氏族（→日下部氏庶流の橋本氏）。

## 桃井氏庶流の橋本氏
清和天皇を祖とする清和源氏の大族 河内源氏の嫡流 足利氏の一門 桃井氏の子孫に橋本氏がある。桃井義胤の八世の孫の直常の子 直安より始まるとされる。子孫は越前国に土着し、越前松平家に仕え、福井藩士となる。代々医学に通じ、幕末の志士 橋本左内も医学を修めた。その弟綱常は明治に陸軍軍医総監として奉職し、その勲功により橋本家は華族の子爵家に列せられた。同家についての詳細は橋本家 (子爵家)を参照。

## 佐々木氏庶流の橋本氏
宇多天皇を祖とする宇多源氏の有力家系 近江源氏の嫡流 佐々木氏の一門に橋本氏がある。近江国粟津橋本御厨（蒲生郡橋本村-現滋賀県竜王町橋本）の発祥。同家系は相模国の後北条氏の臣であったが、後に江戸幕府を経て、紀州徳川家に付属し、紀州藩士となる。家紋は丸に四目結、蛇目、左巴ほか丸に隅立て四つ目。
系譜
橋本彦兵衛正利―彦兵衛正房(橋本、和田、吉田祖)---四代孫・覚左衛門忠良―覚左衛門忠辰―千之助忠充

## 相馬氏庶流の橋本氏
桓武天皇を祖とする桓武平氏の一族で関東八平氏の一翼 千葉氏の一門 相馬氏の庶流に橋本氏がある。下総国相馬郡橋本を発祥とする。相馬氏初代 相馬師常から11代 胤基の子 隼人が橋本と称する。

## 田村氏庶流の橋本氏
坂上田村麻呂の子孫と称した田村持顕の孫 重顕の子 広顕より始まり、陸奥国田村郡橋本村を発祥とする。

## 楠木氏庶流の橋本氏
河内国・和泉国における橋本氏は橘姓と称した楠木氏の一党で、橋本八郎正員の名が『太平記』巻十六に確認できる。和泉国日根郡橋本郷を発祥とする。南北朝時代に惣領家の楠木正成に従った。正成の死後は南朝方として活躍し、正員をはじめとする多くの一族が戦死した。橋本関雪はその子孫にあたる。

## 宇喜多氏庶流の橋本氏
豊臣五大老の一人 宇喜多秀家の一族に橋本五郎左衛門あり。関ヶ原の戦いの後、佐竹義宣に仕える。

## 日下部氏庶流の橋本氏
因幡国邑美郡橋本村を発祥とする橋本氏は日下部氏の一族。山名氏の家老として仕えた。